# Lisa Planina (bergskedja i Bulgarien)
Lisa Planina (bulgariska: Лиса Планина) är en bergskedja i Bulgarien.   Den ligger i regionen Sliven, i den centrala delen av landet, 250 km öster om huvudstaden Sofia.
I omgivningarna runt Lisa Planina växer i huvudsak lövfällande lövskog. Runt Lisa Planina är det ganska glesbefolkat, med 26 invånare per kvadratkilometer.